# Sveta Gora (Nova Gorica)
Sveta Gora falu Szlovéniában, a Goriška statisztikai régióban található. Közigazgatásilag Nova Goricához tartozik.
A település nevének jelentése Szent hegy, amely a Soča völgy fölé magasodó Banjšice-fennsíktól délnyugatra fekszik.

## Történelme
Sveta Gora 2006-ban lett önálló település, amikor is különvált Solkantól és Grgartól.

## Fordítás
- Ez a szócikk részben vagy egészben  a   Sveta Gora című angol Wikipédia-szócikk ezen változatának fordításán alapul.  Az eredeti cikk szerkesztőit annak laptörténete sorolja fel. Ez a jelzés csupán a megfogalmazás eredetét és a szerzői jogokat jelzi, nem szolgál a cikkben szereplő információk forrásmegjelöléseként.